# Budaörsi kistérség
Budaörsi kistérség: kistérség volt Pest megyében, Budaörs székhellyel, szerepét 2013-ban a Budakeszi járás vette át.

## Települései
| Biatorbágy  | Budaörs | Budajenő | Budakeszi | Herceghalom |
| Pusztazámor | Sóskút  | Páty     | Telki     | Törökbálint |

## Története
2007-ben Budakeszi, Budajenő, Páty és Telki a Pilisvörösvári kistérségből a Budaörsi kistérségbe kerültek, míg ugyanattól az évtől Érd, Százhalombatta, Diósd és Tárnok a Budaörsiből kiválva az új Érdi kistérséget alkotják.

## Lakónépesség alakulása
| Település   | Lélekszám (2009) |
| ----------- | ---------------- |
| Budaörs     | 28 272           |
| Budakeszi   | 13 933           |
| Törökbálint | 13 010           |
| Biatorbágy  | 11 769           |
| Páty        | 6 773            |
| Telki       | 3 448            |
| Sóskút      | 3 160            |
| Herceghalom | 1 883            |
| Budajenő    | 1 701            |
| Pusztazámor | 1 166            |
| Összesen    | 85 115           |

## Gazdaság
2005-ben a KSH 32 adatból összeállított rangsora alapján a legfejlettebb kistérség Magyarországon. Így az egy lakosra jutó szja (221 000 Ft, e tekintben Budapest mögött második), az egy lakosra jutó iparűzési adó (120 900 HUF), reg munkanélküliségi ráta (1,7%), az ezer lakosra jutó vállalkozások száma 152, az ezer lakosra jutó évi vendégéjszakák száma 1023 volt 2005-ben.